# Bellapais (Abtei)

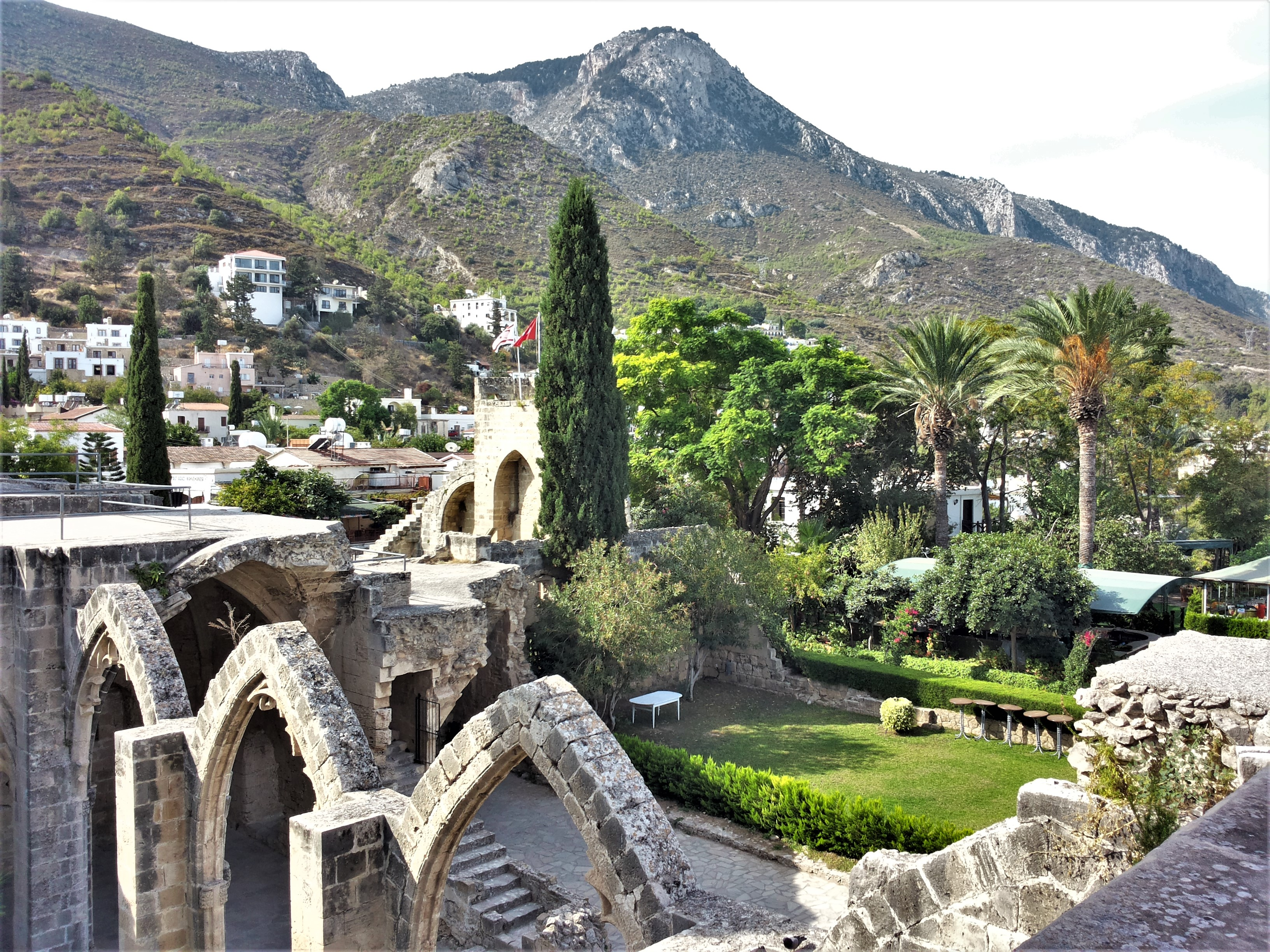
Klosterruine Bellapais, Nordzypern, mit Blick auf das Pentadaktylosgebirge

Die Ruine der Abtei Bellapais (Belapais) ist eine gotische Klosterruine in der de jure Republik Zypern, de facto Türkischen Republik Nordzypern. Sie steht neben dem kleinen Ort Beylerbeyi/Bellapais auf einem Felsvorsprung des Kyrenia-Gebirges ca. 6 km südöstlich der Stadt Kyrenia/Girne. Der Name „Bellapais“ ist eine Verballhornung ihres französischen Namens „Abbey de la Paix“ (Abtei des Friedens). Wegen der weißen Habite der Prämonstratenser wurde sie auch als „Weiße Abtei“ bezeichnet. Bellapais wird als eine der schönsten Klosterruinen des Mittelmeerraumes geschildert.

## Geschichte

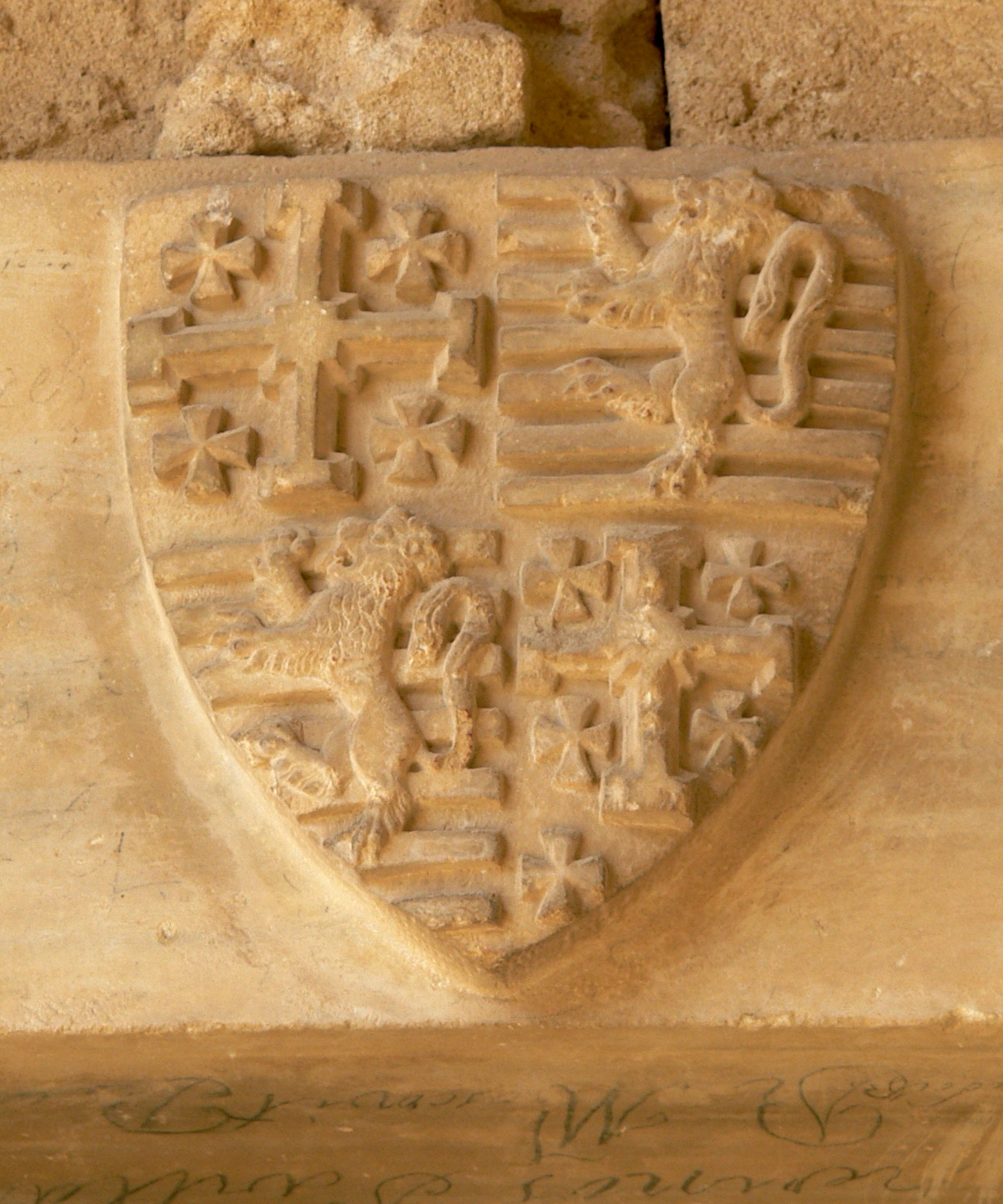
Das Wappen der Familie Lusignan kombiniert die Wappen der Könige von Zypern (Löwen) und jener von Jerusalem (Kreuze), am Refektorium

Die Abtei wurde um 1198 von Augustiner-Chorherren gegründet. König Hugo I. (1195–1218) aus dem Haus Lusignan beschenkte das Kloster mit Ländereien. Die Abtei nahm nach 1206 die Gebräuche der Prämonstratenser-Chorherren an. In dieser Zeit entstand auch die Klosterkirche unter König Hugo III. (1267–1284). Im 14. Jahrhundert entstanden die restlichen Gebäude. Der Abt wurde mit einigen Rechten ausgestattet, wie der Infulierung, dem Tragen der Bischofsmitra bei Gottesdiensten, oder dem Recht, Schwert und goldene Sporen außerhalb des Klosters zu tragen. Das Kloster erwarb in der Folgezeit großen Reichtum. Im 16. Jahrhundert setzte jedoch ein allgemeiner Niedergang der Klosterdisziplin ein. Die eingeleiteten Sanktionen gegen dieses Treiben blieben durch den Osmaneneinfall und die Vertreibung der lateinischen Christen aus. 1571 endete damit die Prämonstratenserabtei; die Gebäude fielen an die orthodoxe Kirche und dienten teilweise als Steinbruch für die Bauten der Umgebung. Besonders Kirche und Refektorium blieben aber erhalten. Ein Waldbrand vernichtete 1995 die Baumbestände der Umgebung, die seither nur langsam nachwachsen. Die Anlage ist gesichert, gut gepflegt und gegen Eintrittsgebühr allgemein zugänglich.

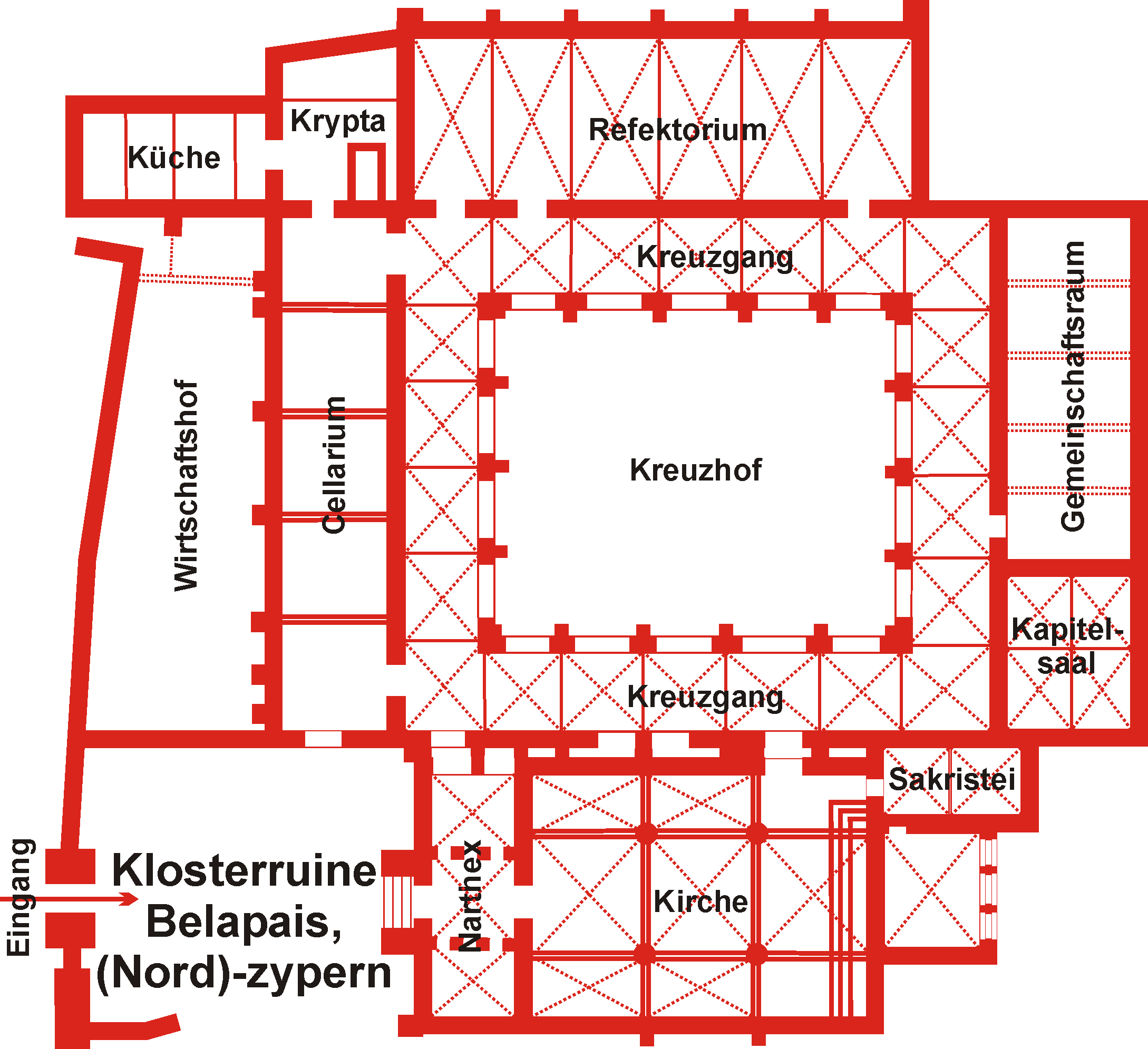
Grundriss der Klosterruine Bellapais, Nordzypern

## Beschreibung der Klosterruine

### Klosterkirche
Wie im Mittelalter üblich, wurden die Klostergebäude im rechten Winkel zueinander erbaut. Das Kloster wird von der Westseite betreten. Über einen quadratischen Hof gelang man in den Narthex der Klosterkirche mit Freskenresten aus dem 15. Jahrhundert, in den Wänden befinden sich Nischen für Gräber. Die dreijochige Kirche mit breitem Mittel- und zwei schmalen Seitenschiffen befindet sich im Süden der Klosteranlage und ist nach Osten ausgerichtet. Sie war „Maria vom weißen Gewande“ geweiht. Neben dem quadratischen Altarraum ist die kleine Sakristei. Die Kirche wurde nach der Eroberung Zyperns durch die Osmanen der zypriotisch-orthodoxen Kirche übergeben und bis in das 20. Jahrhundert für Gottesdienste genutzt, ihre Inneneinrichtung stammt aus dieser Zeit. Früher gab es eine Treppe, die von der Kirche zum Schlafsaal (Dormitorium) der Chorherren führte, um deren Kirchenbesuch auch Nachts zu ermöglichen.

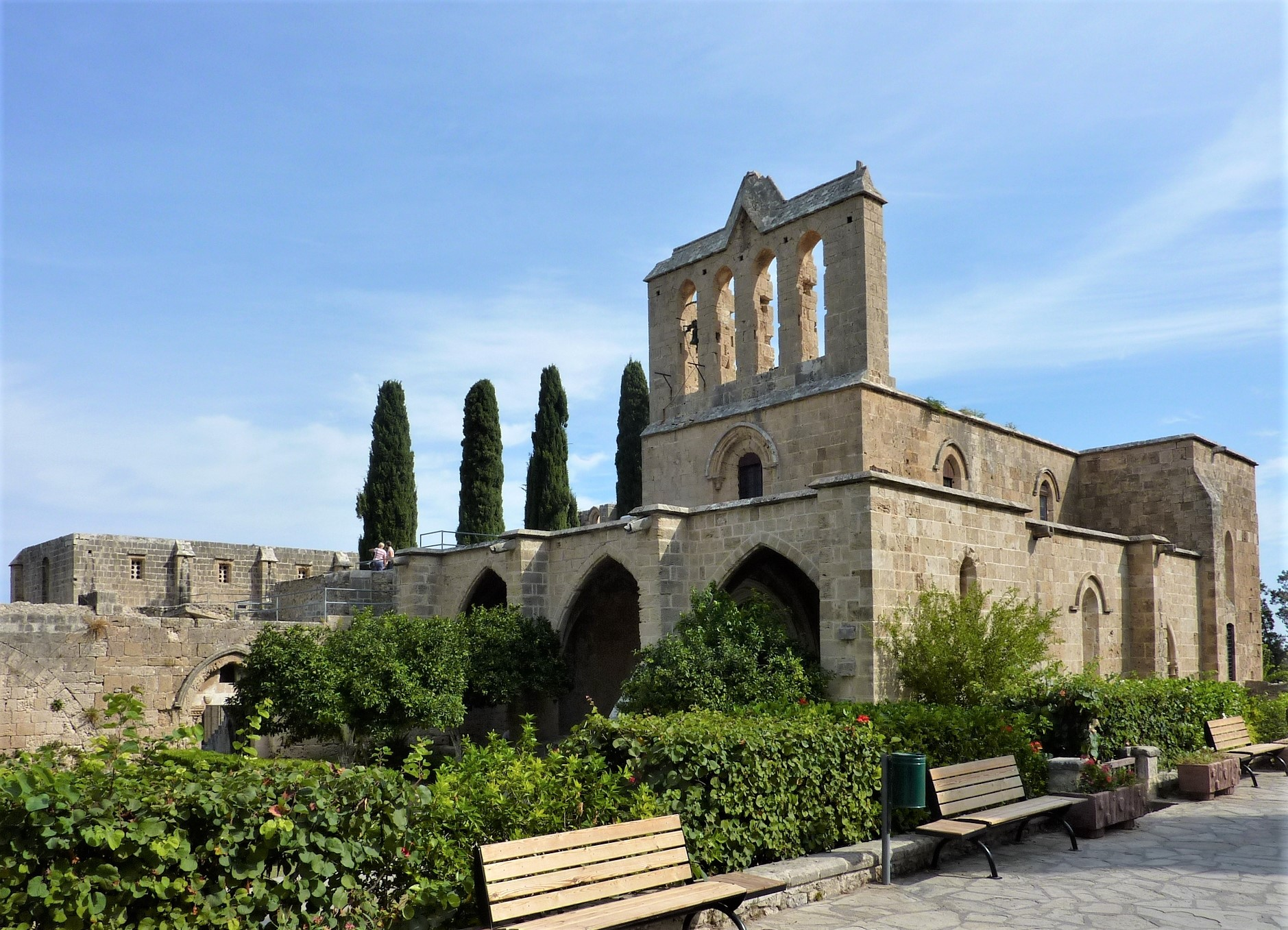
Klosterkirche von Südwesten
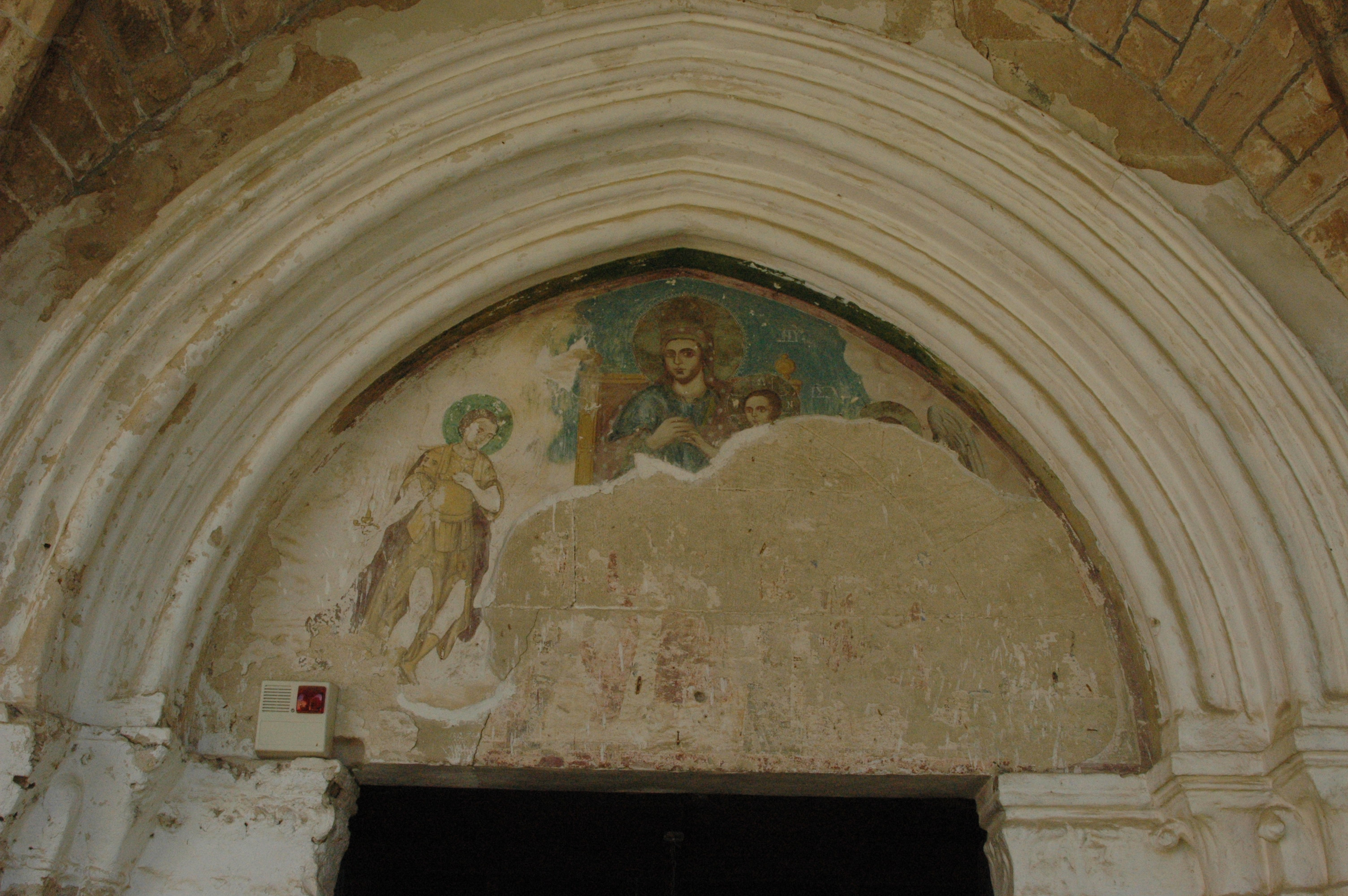
Freskenreste am Eingang
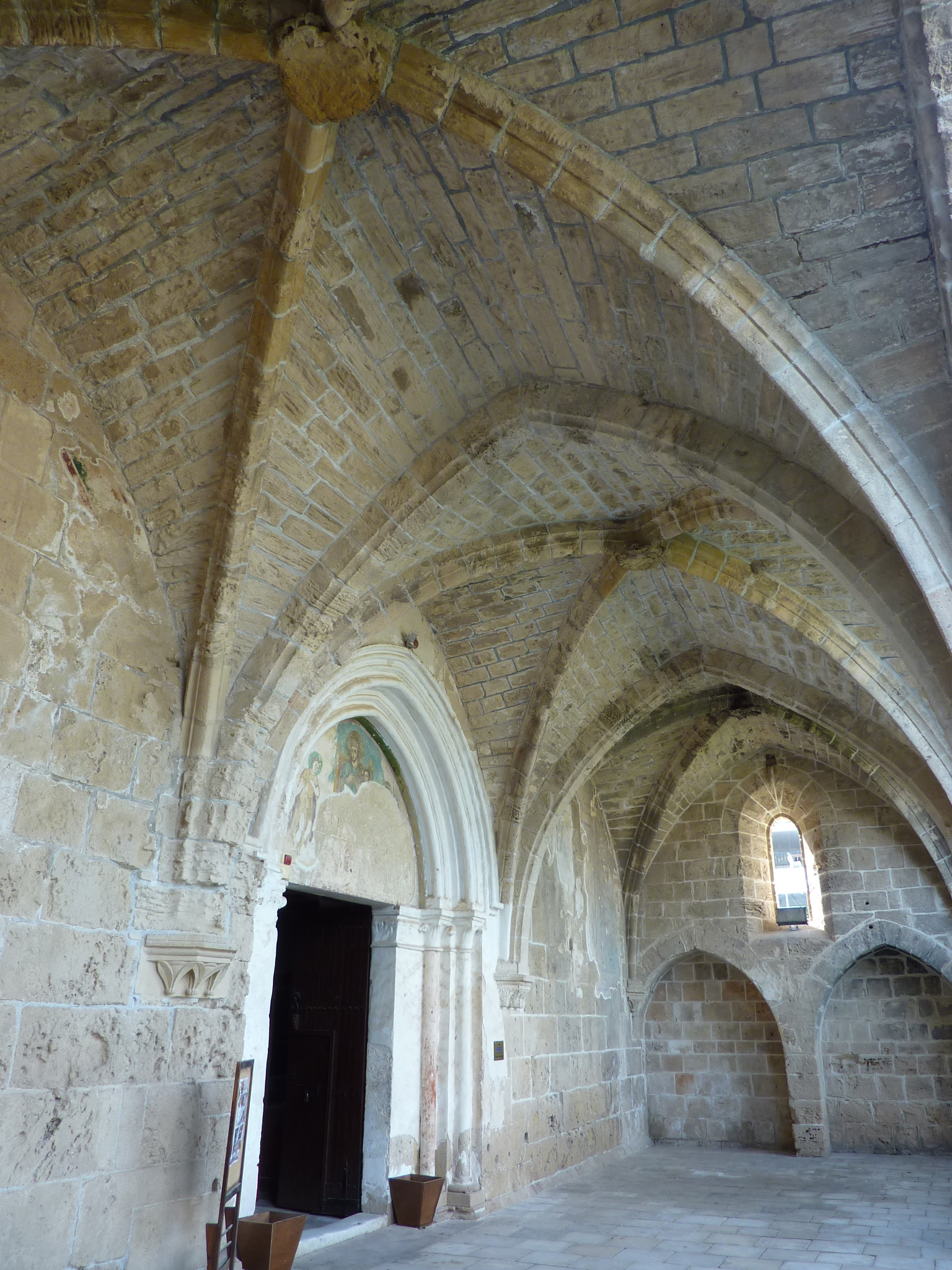
Narthex
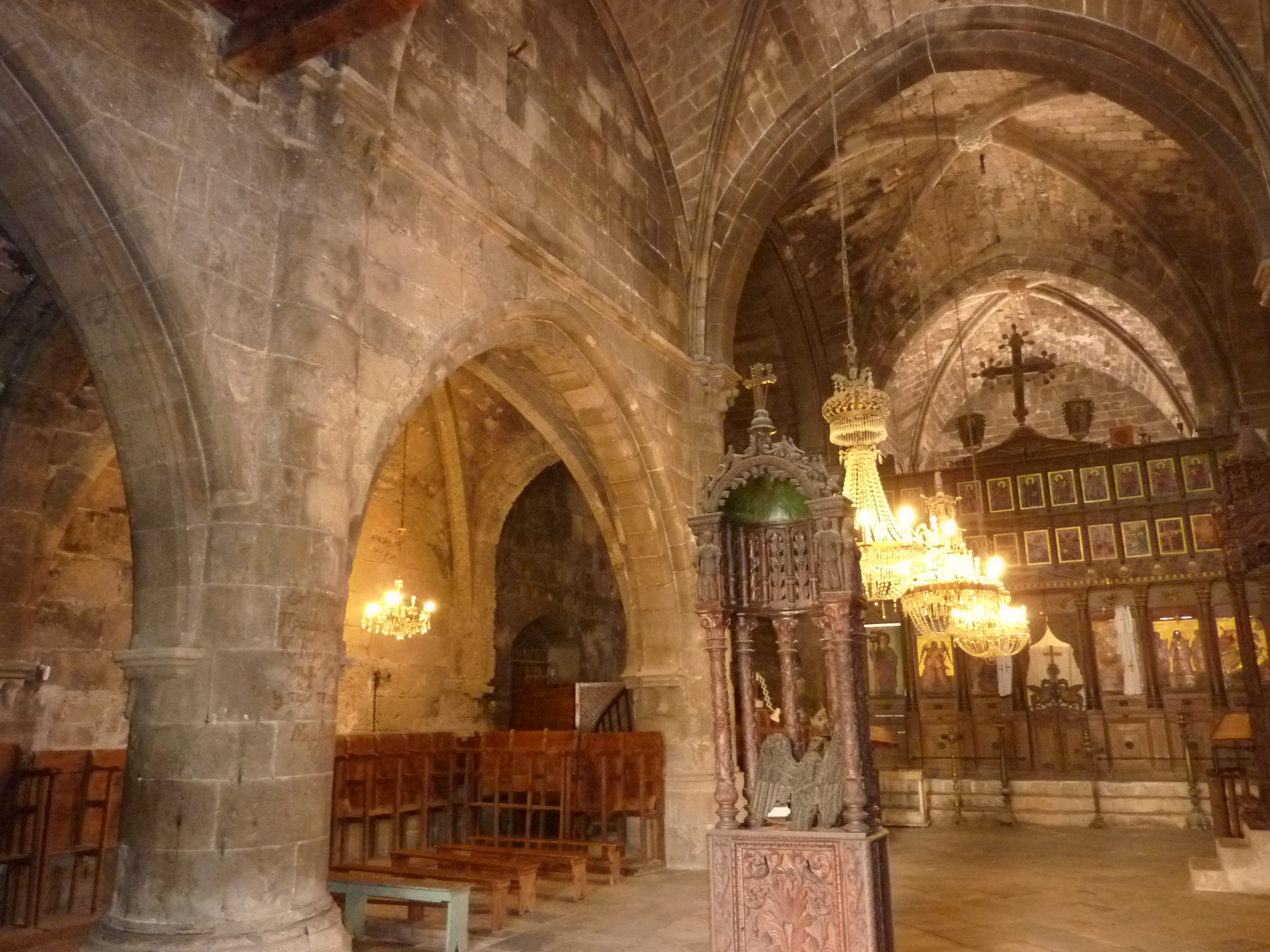
Innenraum der Kirche
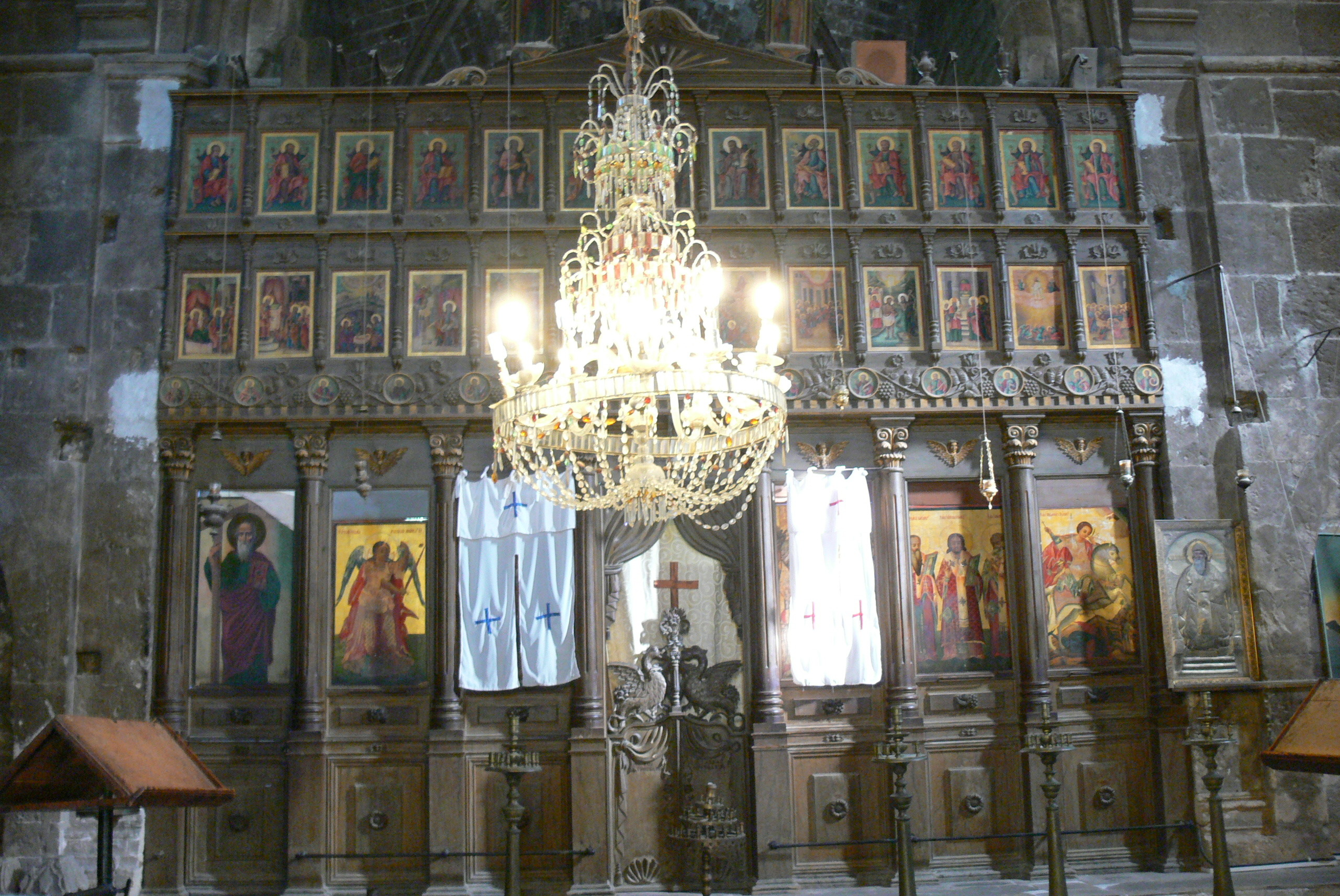
Ikonostase

### Kreuzgang
Nördlich der Kirche schließt der Kreuzgang mit dem Kreuzhof an. In diesem befinden sich mit den vier großen Zypressen ein markantes Fotomotiv. Der Kreuzgang hat hohe gotische Spitzbögen und Reste schöner Flamboyant-Maßwerkes, die auf die Entstehungszeit in der Spätgotik des 14. Jahrhunderts hinweisen.

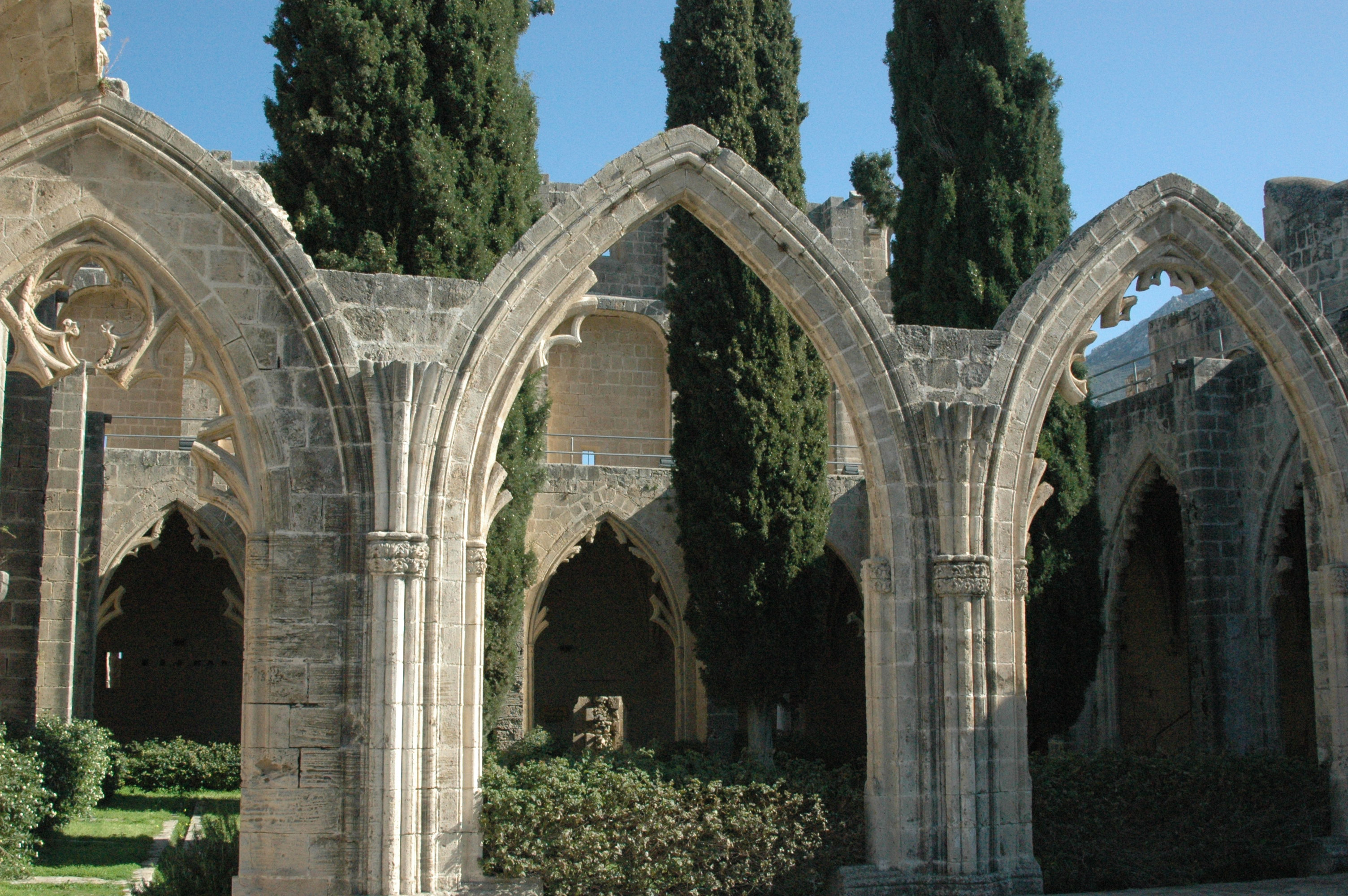
Gotische Spitzbögen
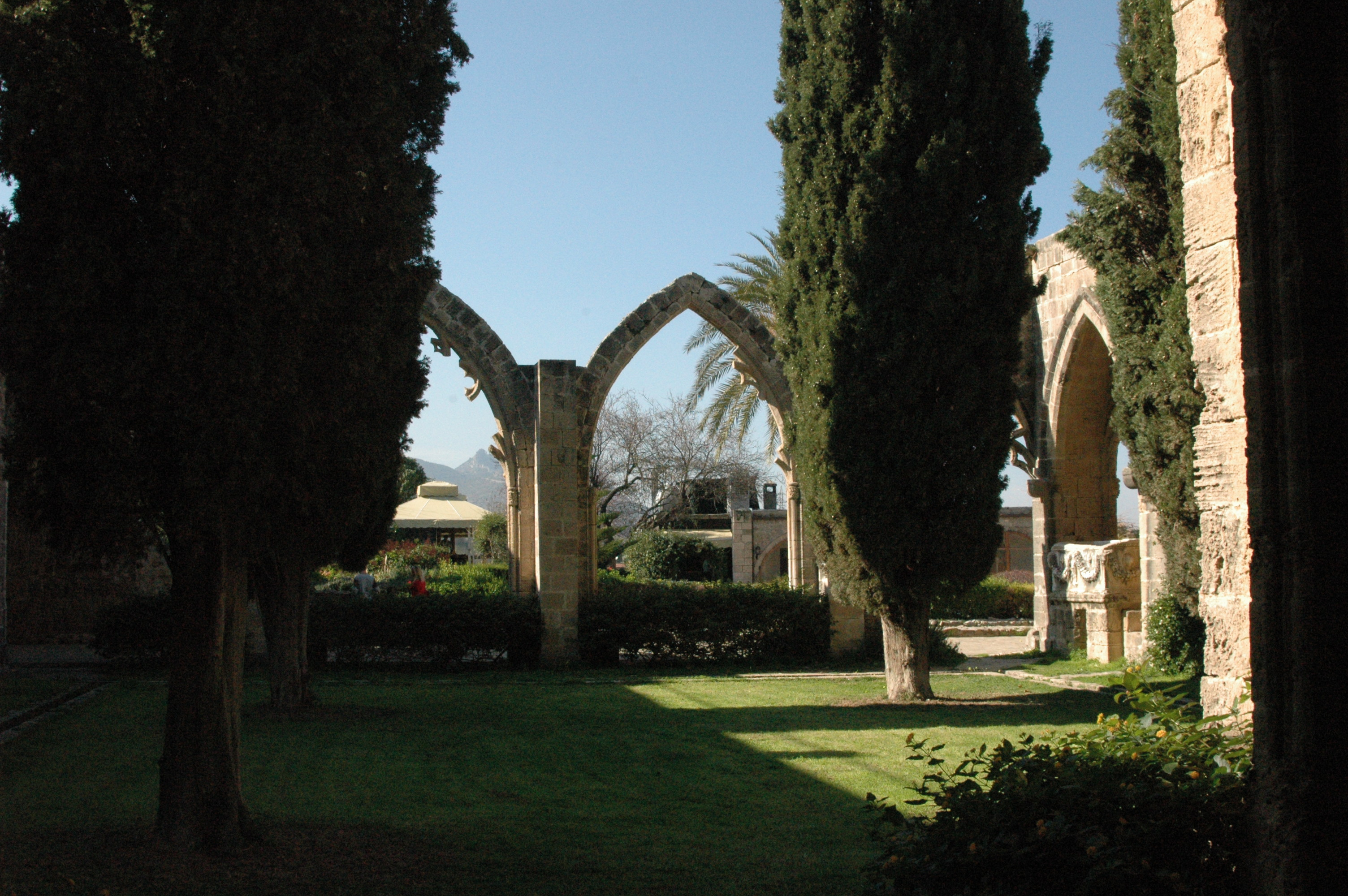
Kreuzhof
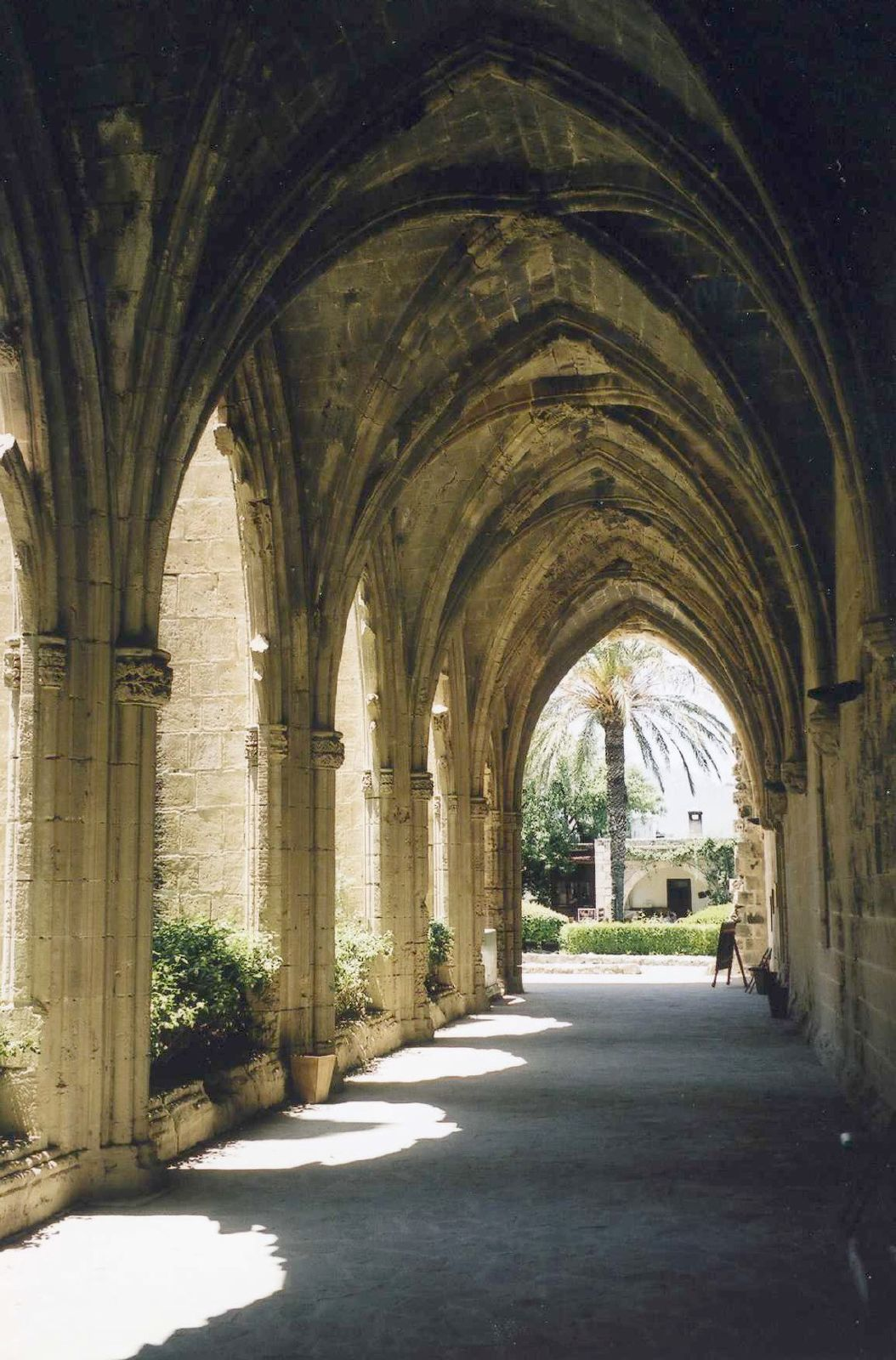
Kreuzgang
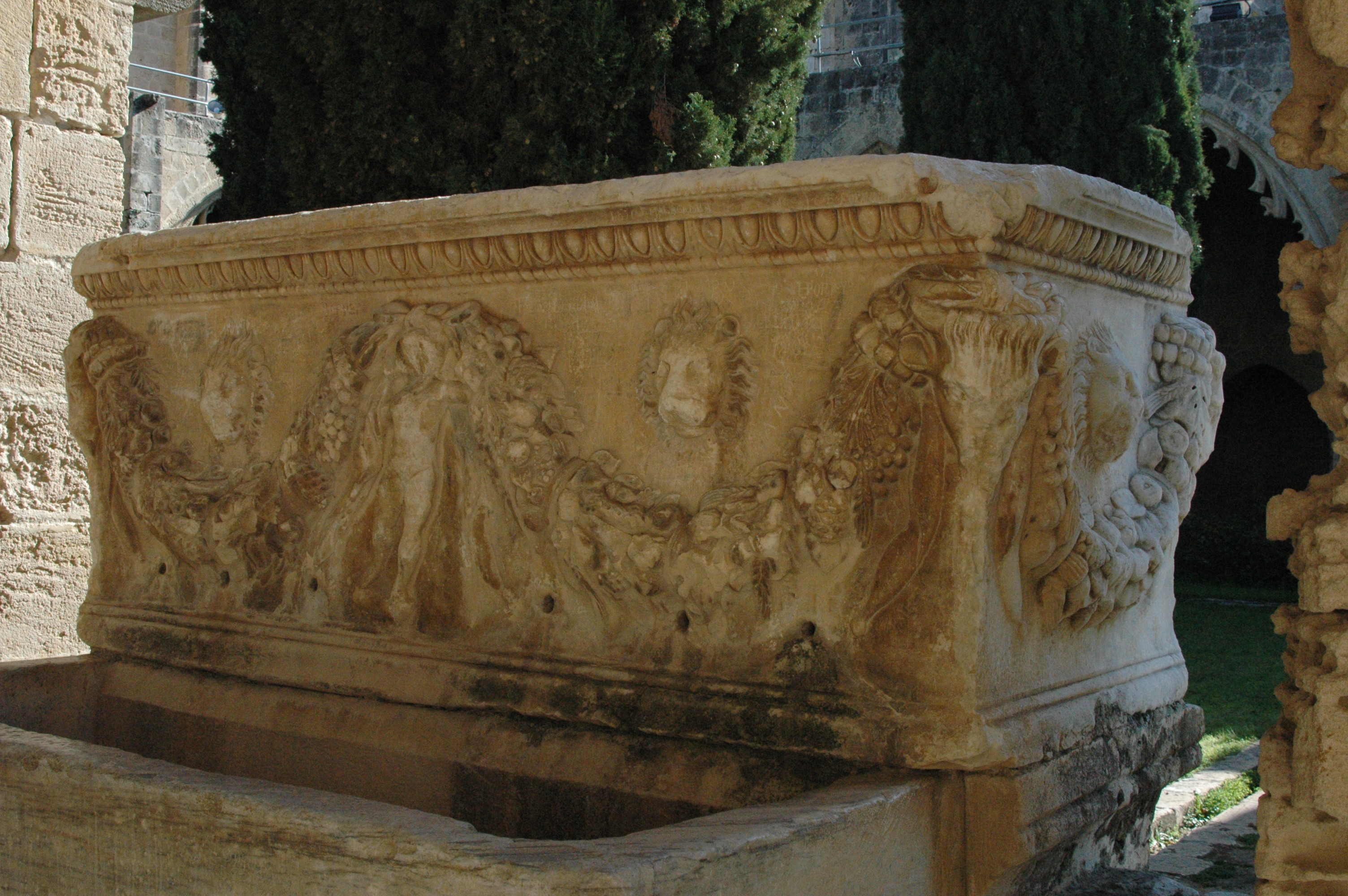
Römischer Steinsarkophag mit Verzierungen

### Kapitelsaal und Gemeinschaftsraum
Im Osten der Anlage, an den Kreuzgang anschließend, liegen der Kapitelsaal und ein ursprünglich tonnengewölbter Gemeinschaftsraum, möglicherweise auch als Schreibstube (Skriptorium) genutzt. Über diesen Räumen lag der Schlafraum der Ordensleute (Dormitorium).
Der Kapitelsaal, der Ort der täglichen Versammlung unter dem Vorsitz des Abtes, war mit herrlichem Reliefschmuck verziert, die Konsolen, auf denen das Kreuzrippengewölbe lastete, weisen darauf hin.

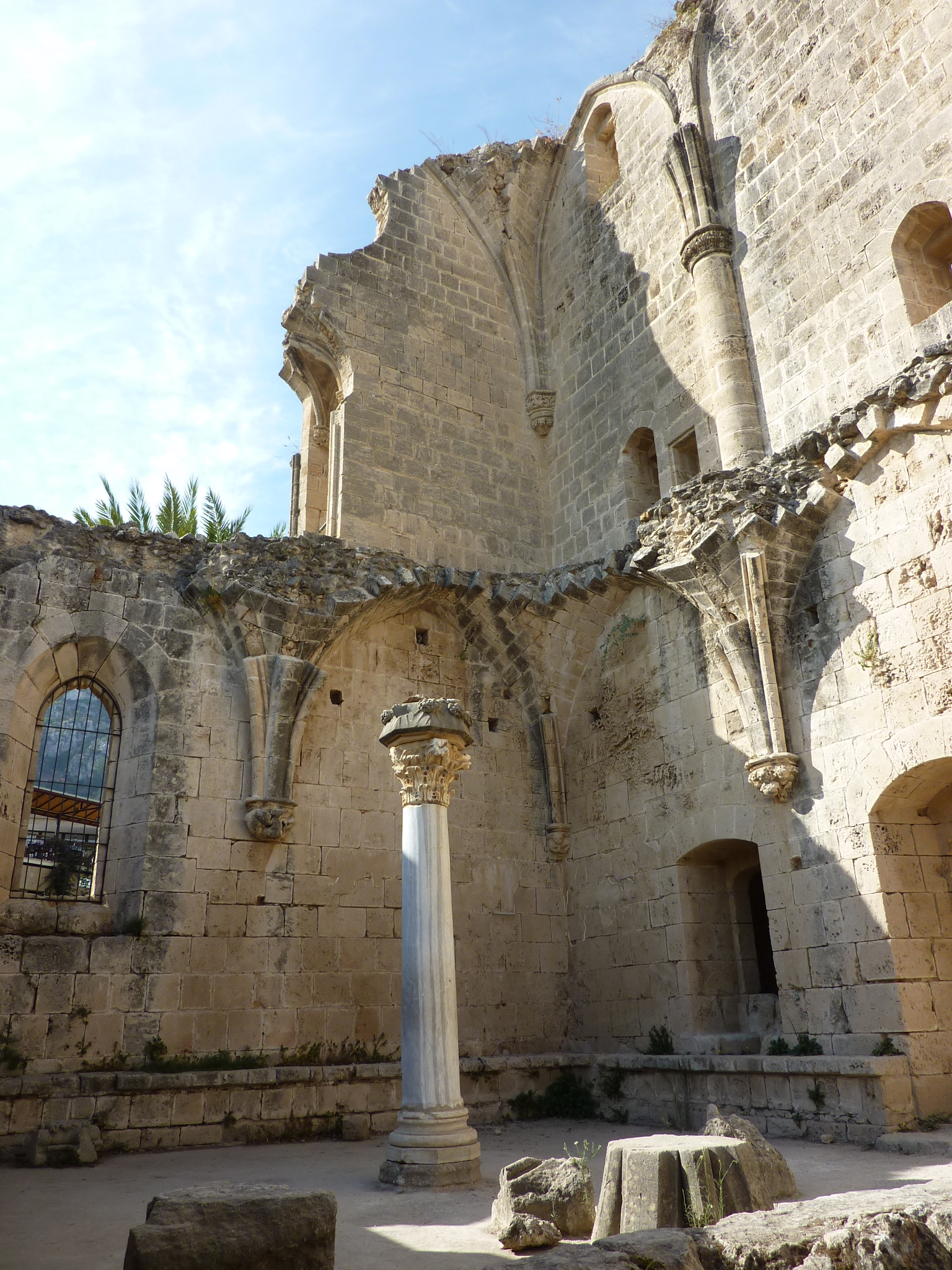
Pfeiler in der Ruine des Kapitelsaals
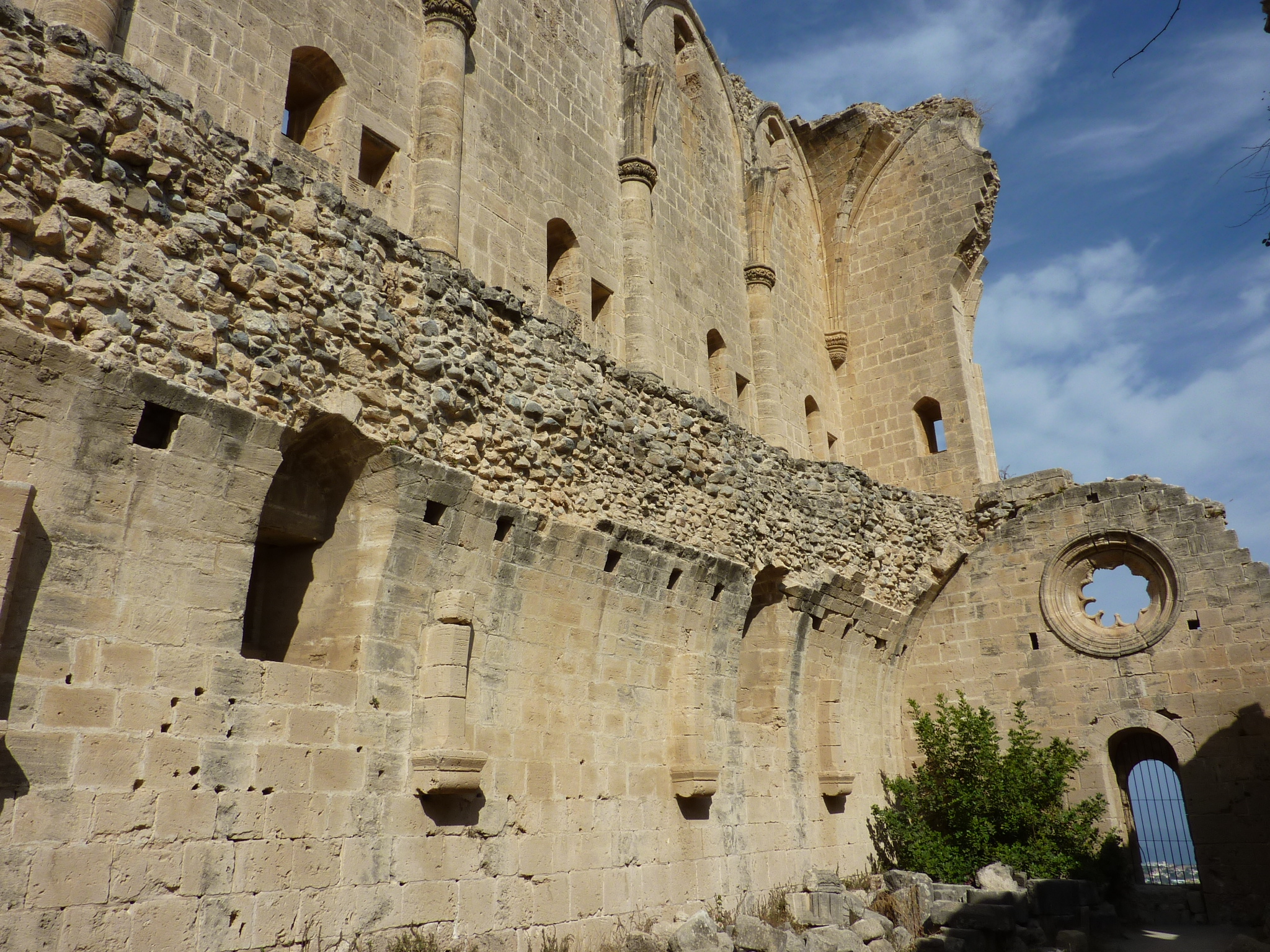
Gemeinschaftsraum
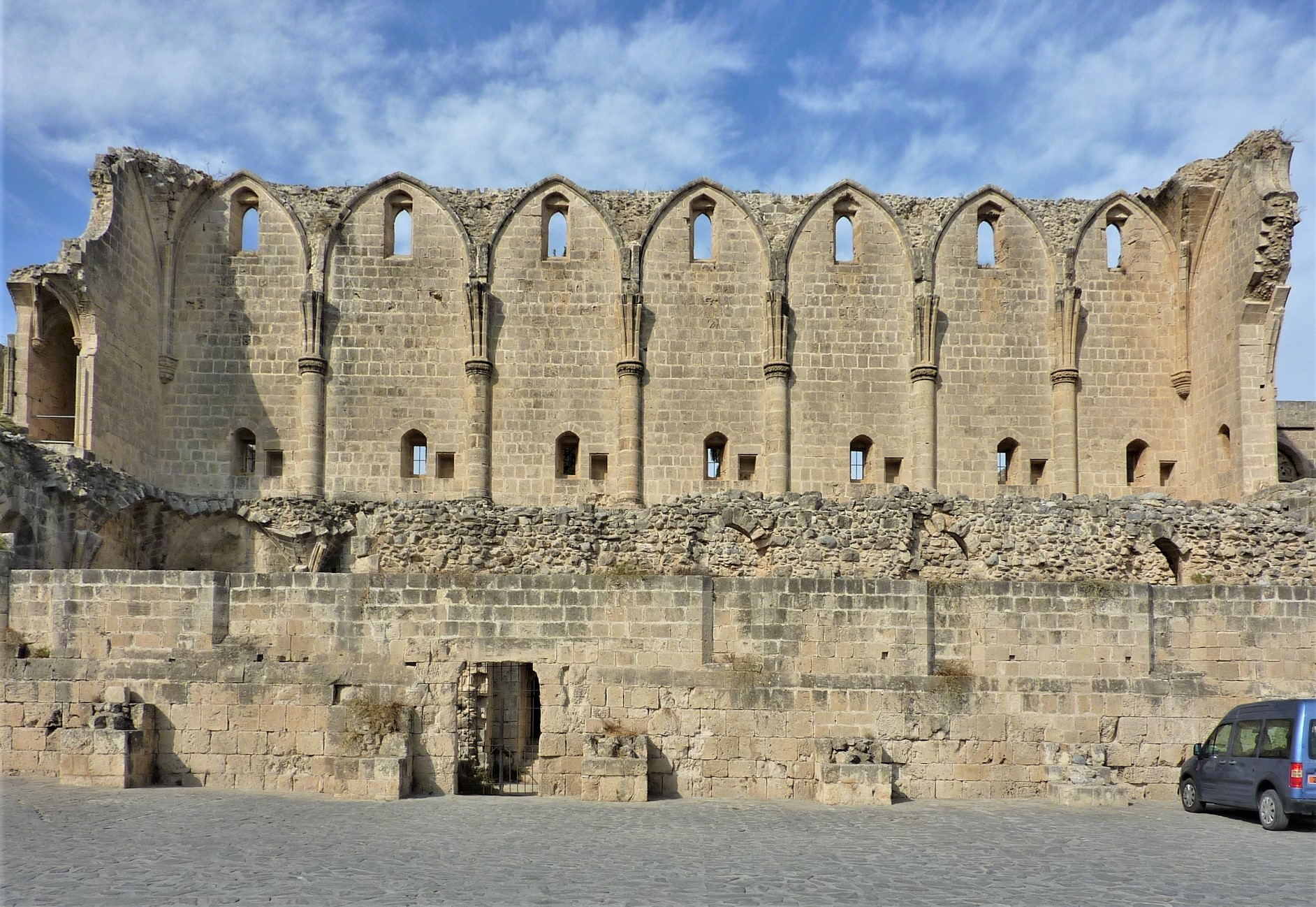
Dormitorium von Osten
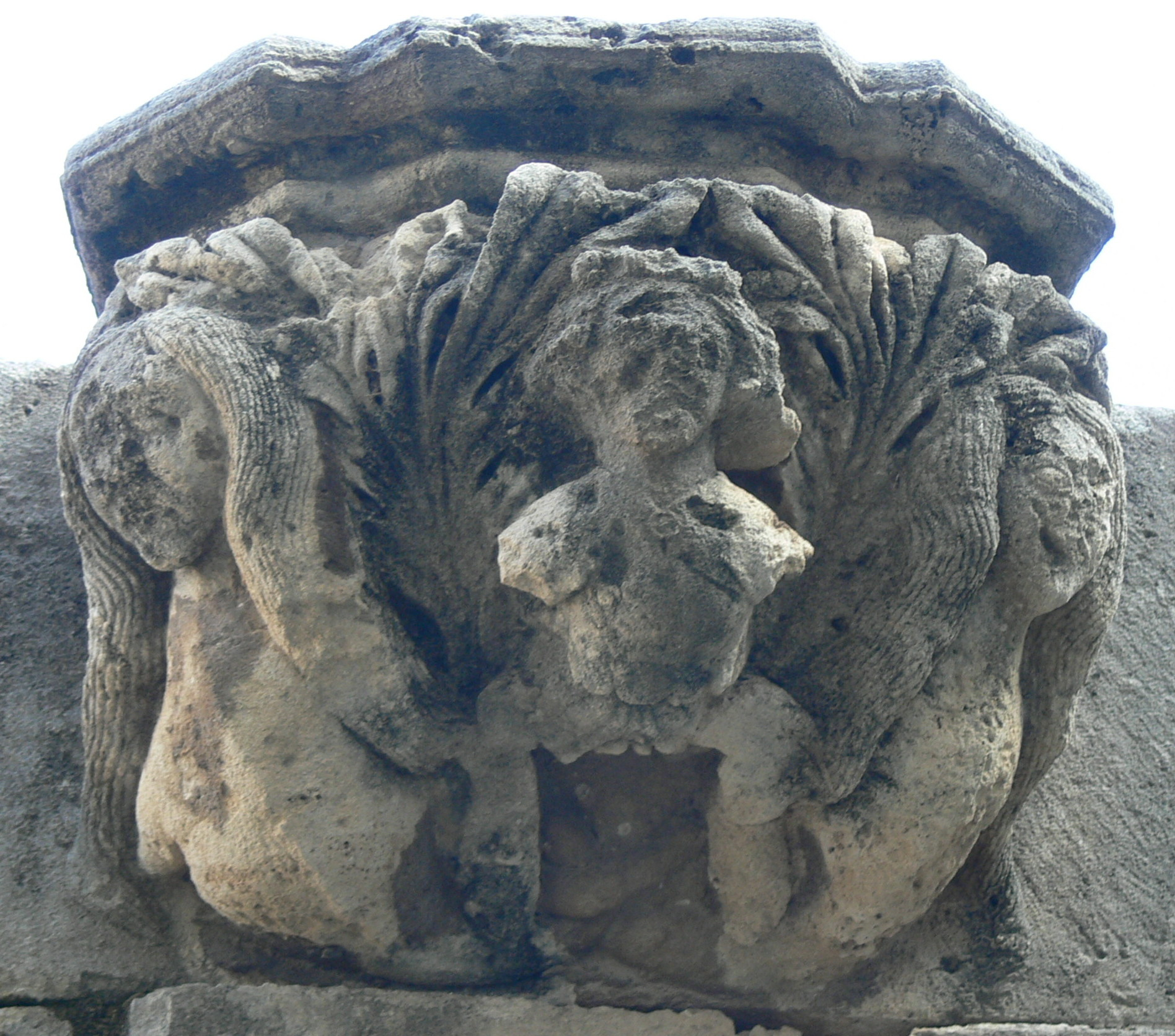
Odysseus mit Sirenen

### Refektorium

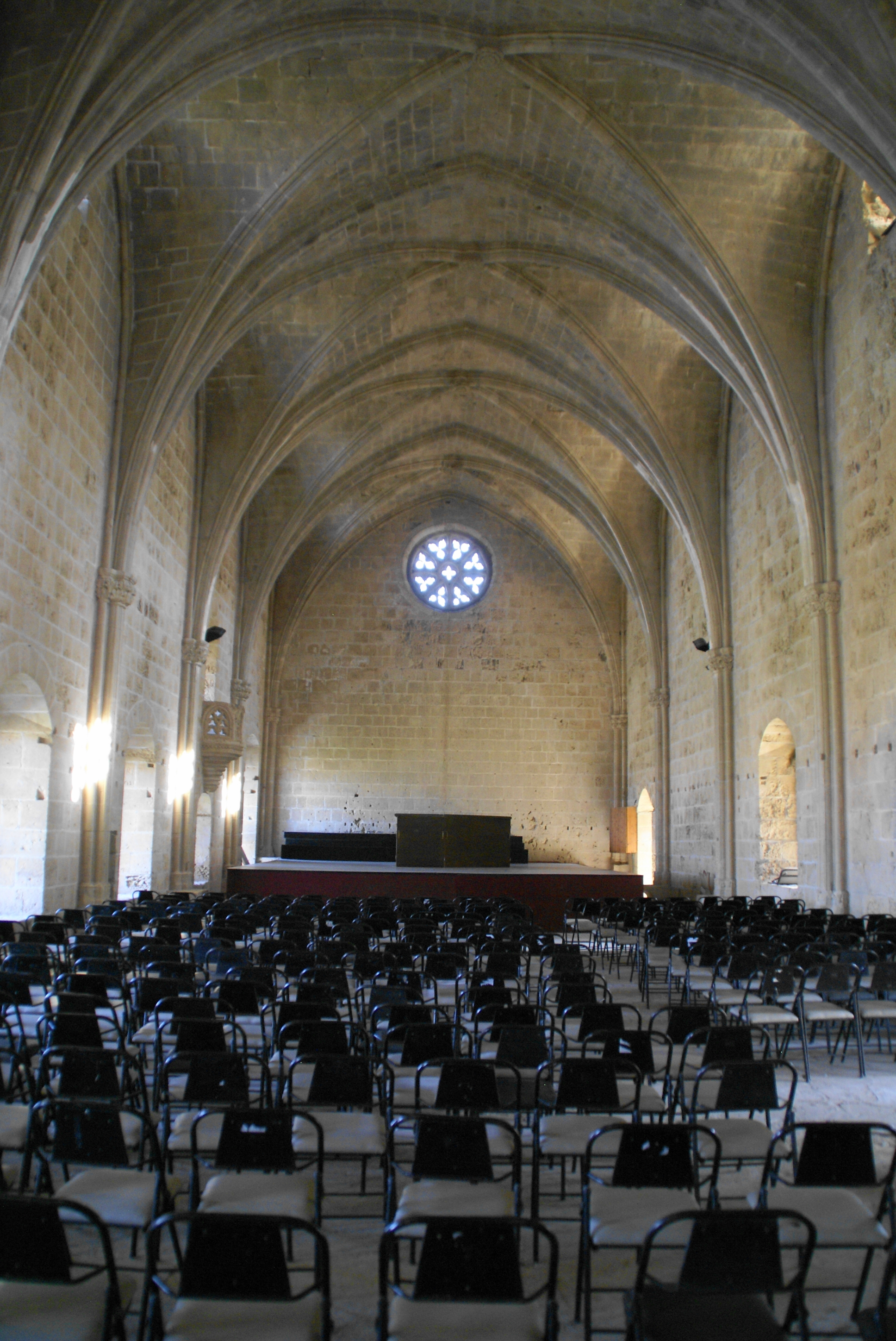
Das Refektorium wird als Konzertsaal genutzt

Das Refektorium (Speisesaal) mit einem vollkommen erhabenen Kreuzrippengewölbe grenzt im Norden an den Kreuzgang. Mit dem Ausmaß von 30 × 11 × 11,5 Metern war es eines der größten Refektorien der damaligen Zeit. Ein römischer, mit Genien und Masken verzierter Sarkophag vor dem Eingang wurde als Wasserbehälter genutzt. Die Wappen der Lusignans über dem Portal weist diese als Könige von Jerusalem und Zypern aus. Von einer kleinen überhöhten, reich mit Maßwerk verzierten Kanzel wurden während des Essens Lesungen gehalten. Durch sechs Fenster im Norden reicht der Blick bis zur nahen Küstenstadt Girne/Keryneia. Unter dem Refektorium befand sich ein Vorratsraum.

### Wirtschaftsgebäude
Von den im Westen der Anlage befindlichen Wirtschaftsgebäuden sind nur spärliche Reste erhalten geblieben.

## Tourismus
Die Klosterruine Bellapais ist als Freilichtmuseum touristisch erschlossen (Restaurant und Café). Öffnungszeiten im Sommer 8.30 bis 18 Uhr, sonst bis 17 Uhr.
Zweimal jährlich (im Frühjahr und Herbst) findet in Bellapais ein Musikfestival (International Bellapais Music Festival) statt, bei dem Werke der klassischen Musik (meist Kammermusik) im ehemaligen Refektorium aufgeführt werden.

## Literatur

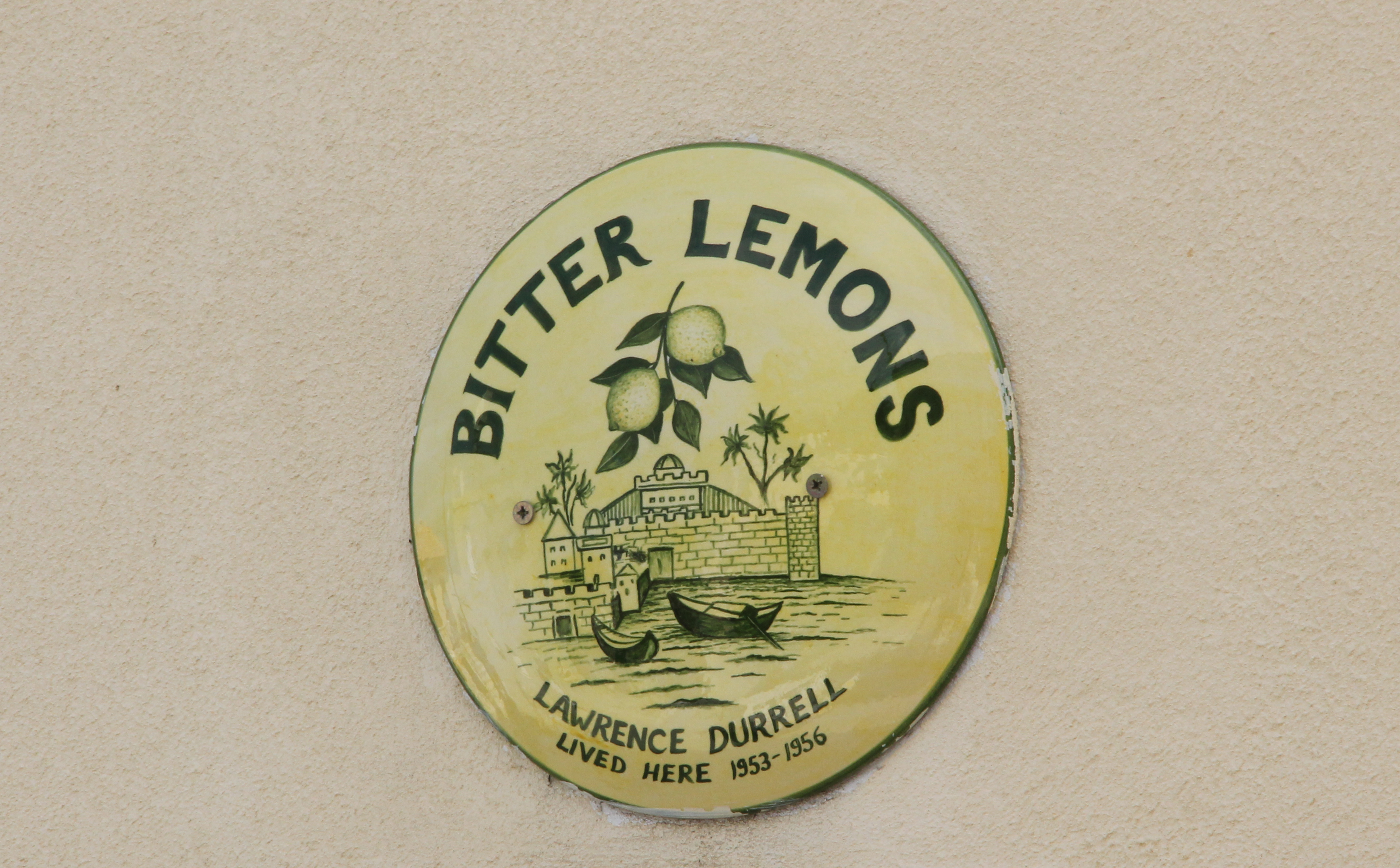
Plakette an Durrells Wohnhaus in Bellapais (Zypern)